# Anton Braunbehrens
Anton Theodor Moritz Braunbehrens (* 15. August 1840 in Schackenthal (Anhalt-Dessau); † 6. Dezember 1901 in Leipzig) war ein deutscher Reichsgerichtsrat.

## Leben
In seiner Studentenzeit war er Mitglied des Corps Hansea Bonn. 1862 wurde er auf den preußischen Landesherrn vereidigt. 1870 wurde er Amtsrichter und 1878 Obergerichtsrat. 1879 ernannte man ihn zum Staatsanwalt beim Oberlandesgericht in Celle. 1881 wurde er Landgerichtsrat. Vom Landgerichtsrat in Hannover wurde Braunbehrens 1884 zum Oberlandesgerichtsrat in Celle befördert und 1891 wurde er zum Landgerichtspräsidenten in Greifswald ernannt. 1893 kam er an das Reichsgericht. Er war im IV. Strafsenat tätig.

## Quelle
- Adolf Lobe: Fünfzig Jahre Reichsgericht am 1. Oktober 1929, Berlin 1929, S. 363.
- Anton Bettelheim u. a. (Hrsg.): Biographisches Jahrbuch und Deutscher Nekrolog, Band 6 (1901), Berlin u. a. 1904: Totenliste 1901, S. 16*.